# Лхавийани
Атолл Лхавийани (мальд. ފާދިއްޕޮޅު), или атолл Фаадхипполху,  — административная единица Мальдивских островов. Она соответствует северной части природного атолла Фаадхипполху. Административный центр атолла Лхавийани располагается на острове Наифару.

## Административное деление
Хаа Алифу, Хаа Даалу, Шавийани, Ноону, Раа, Баа, Каафу, и т. д. являются буквенными обозначениями, присвоенными современным административным единицам Мальдивских островов. Они не являются собственными названиями атоллов, которые входят в состав этих административных единиц. Некоторые атоллы разделены между двумя административными единицами, в другие административные единицы входят два или более атоллов. Порядок буквенных обозначений идет с севера на юг по буквам алфавита тана, который используется в языке дивехи. Эти обозначения неточны с географической и культурной точки зрения, однако популярны среди туристов и иностранцев, прибывающих на Мальдивы. Они находят их более простыми и запоминающимися по сравнению с настоящими названиями атоллов на языке дивехи (кроме пары исключений, как, например, атолл Ари).

## Обитаемые острова
В состав атолла Лхавийани входят 5 островов, имеющих постоянное местное население: Хиннавару, Курендхоо, Маафилаафуши, Наифару и Олхувелифуши.